# Jan Soreth
Jan Soreth (ur. w 1394 w Normandii; zm. 25 lipca 1471 w Angers) – błogosławiony Kościoła katolickiego.

## Życiorys
W bardzo młodym wieku wstąpił do zakonu karmelitańskiego i złożył śluby zakonne, a także został magistrem teologii i rektorem studiów w Paryżu. W 1451 roku został wybrany na przełożonego generalnego zakonu. Zmarł w opinii świętości, mając 77 lat.
Został beatyfikowany przez papieża Piusa IX w 1866 roku, a jego wspomnienie obchodzone jest 25 lipca.